# Congrès continental
Pour les articles homonymes, voir Congrès (homonymie).

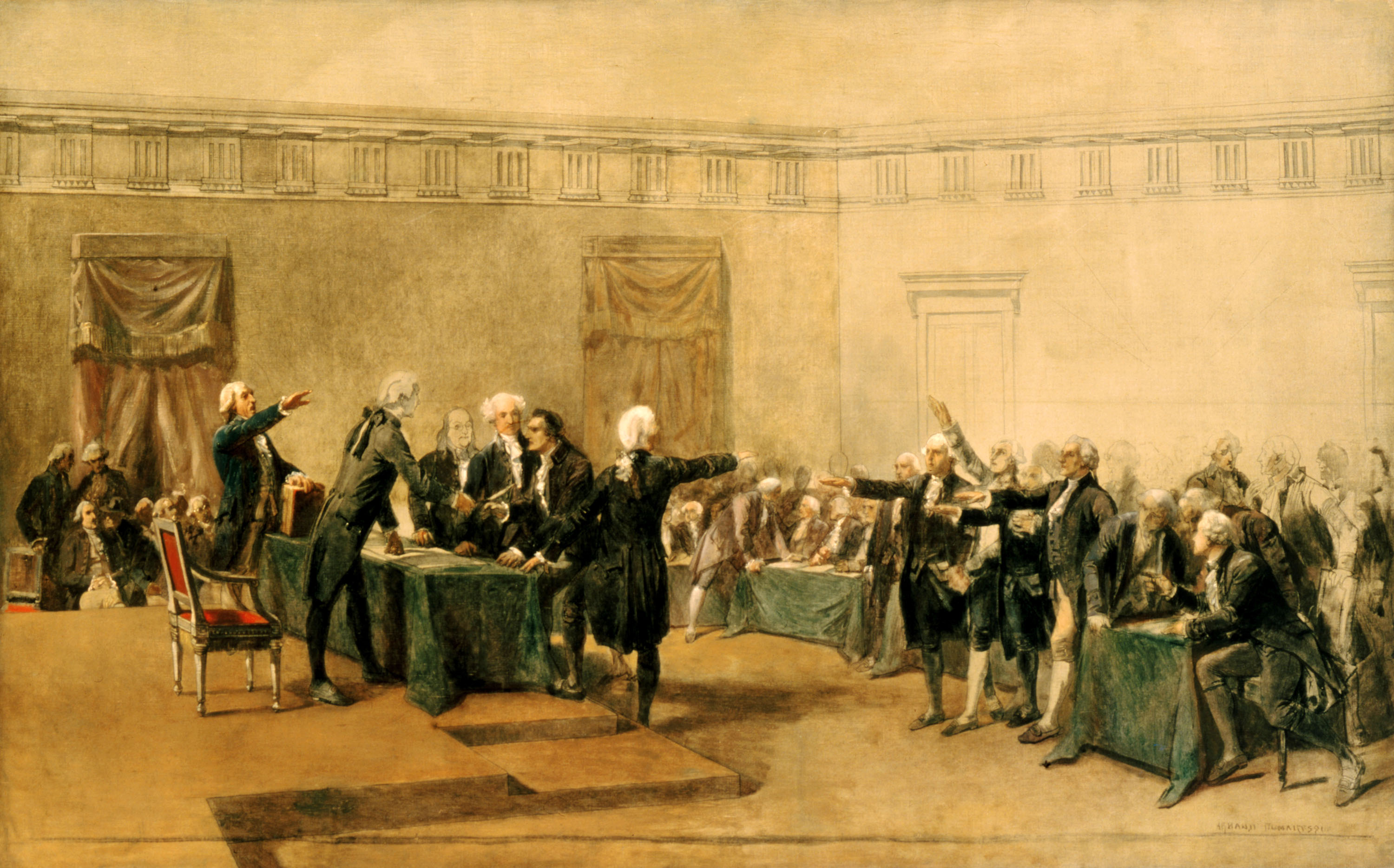
congres continental

Le Congrès continental est le nom donné à l'assemblée législative commune aux treize colonies britanniques en Amérique du Nord qui sont à l'origine des États-Unis. Cette assemblée a tenu deux sessions entre 1774 et 1789. La première a eu lieu à Philadelphie.
- Le Premier Congrès continental (First Continental Congress) se tient entre le 5 septembre 1774 et le 26 octobre 1774.
- Le Second Congrès continental (Second Continental Congress) se réunit du 10 mai 1775 au 1er mars 1781, date de la ratification des Articles de la Confédération.
- Du 1er mars 1781 au 4 mars 1789 siégea le Congrès de la Confédération (Congress of the Confederation ou United States in Congress Assembled). Cette institution regroupait les mêmes membres que le Second Congrès continental.

Le Congrès continental était destiné à coordonner la résistance américaine aux Intolerable Acts. Mais il devint rapidement l'organe exécutif de la nouvelle nation pendant la révolution américaine. Une fois la guerre d'Indépendance terminée, le personnel politique resta le même et continua de servir dans le Congrès américain.